# Kiss Ferenc (birkózó)
Kiss Ferenc (Nick, 1942. január 5. – Budapest, 2015. szeptember 8. előtt) olimpiai bronzérmes, Európa-bajnok magyar birkózó, edző.
1954-től 1974-ig a Ganz-Mávag birkózója volt. Mindkét fogásnemben versenyzett, de kiemelkedő eredményeket kötöttfogásban ért el. 1964-től 1973-ig szerepelt a magyar válogatottban. Részt vett az 1964. évi tokiói, az 1968. évi mexikóvárosi és az 1972. évi müncheni olimpián, 1968-ban ötödik, 1972-ben harmadik helyezést ért el. Az 1967. évi minszki, majd az 1968. évi västerasi Európa-bajnokságon egy-egy aranyérmet, az 1965. évi tampere-i és az 1970. évi Edmontoni világbajnokságon egy-egy ezüstérmet nyert. A västerasi Európa-bajnokságon ő nyerte a magyar küldöttség egyetlen aranyérmét. 1965-ben az év birkózójává választották. Az aktív sportolástól 1973-ban vonult vissza.
1964-ben a Sportvezető és Edzőképző Intézetben (SEKI) birkózó szakedzői oklevelet szerzett, és visszavonulása után a Ganz-Mávag, majd a BVSC (Budapesti Vasutas Sport Club) birkózó szakosztályának vezetőedzője lett. 1987-től birkózó mesteredző. Az 1990-es években a magyar birkózóválogatott edzője volt.

## Sporteredményei
Kötöttfogású birkózásban:
- olimpiai 3. helyezett (100 kg: 1972)
- olimpiai 5. helyezett (félnehézsúly: 1964)
- kétszeres világbajnoki 2. helyezett (félnehézsúly: 1964 ; 100 kg: 1970)
- kétszeres Európa-bajnok (félnehézsúly: 1967, 1968)
- Európa-bajnoki 2. helyezett (100 kg: 1970)
- nyolcszoros magyar bajnok

## Díjai, elismerései
- A Magyar Érdemrend lovagkeresztje (2015)[3]